# San Gregorio Atzompa
San Gregorio Atzompa là một đô thị thuộc bang Puebla, México. Năm 2005, dân số của đô thị này là 6981 người.